# Eurytides bellerophon
Eurytides bellerophon es una especie de insecto lepidóptero de la familia Papilionidae.

## Denominación
Eurytides bellerophon fue descrita por primera vez por el naturalista sueco Johan Wilhelm Dalman en 1823 con el nombre de Papilio bellerophon.
Basónimo
- Papilio bellerophon Dalman, 1823

Sinonimia
- Papilio coresilaus Godart, [1824]
- Protesilaus swainsonius Swainson, 1833
- Papilio bellerophon ab. confluens Hoffmann, 1934

## Descripción
Eurytides bellerophon es una mariposa grande con el cuerpo de color amarillo con rayas marrones y las alas de color blanco. 
Las alas posteriores presentan un ápice puntiagudo y una larga y fina cola. En el borde marrón de éstas se pueden ver algunas marcas azules y una mancha anal roja.
Las alas anteriores tienen el margen de color marrón y dos líneas del mismo color que parten del borde costal y llegan al ángulo interno formando una "Y". Presentan también otra línea marrón más corta.

## Biología
La planta huésped de la oruga de Eurytides bellerophon es Guatteria nigrescens.

## Ecología y desitribución
Eurytides bellerophon se puede encontrar en Brasil, Bolivia y el norte de Argentina.

### Protección
No es una especie amenazada.